# 박말봉
박말봉(朴末奉, 1957년 5월 19일 ~ 2016년 11월 11일)은 대한민국의 전 축구 선수이자 축구 감독이며, 포지션은 풀백이었다. 감독으로서는 안정적인 3백을 중심으로 빠르고 공격적인 윙백의 측면 돌파를 바탕으로 한 선 굵은 축구를 선호했던 것으로 평가되었으며, 선수들에게 굳건한 믿음을 보이며 선수들과의 친화를 우선시하고 불리한 여건 속에서도 뛰어난 지도력으로 좋은 성과를 만들어내는 것으로 인해 알렉스 퍼거슨에 빗대어 '내셔널리그의 퍼거슨'이라는 별명을 얻었다. 또한 40년 가까운 기간 동안 창원시 축구 발전을 위해 많은 노력을 기울였던 것으로 인해 '창원 축구의 대부'로 불리기도 했다.

## 축구인 경력
경상남도 창녕군 출신으로 창신공업고등학교에서 활약했으며, 인천체육전문대학 진학 후 축구 선수로 성인 무대 데뷔에 실패하자 1977년 창원시를 연고로 하는 동양기계 축구단의 창단을 주도한 뒤 선수겸 감독으로 활동하다가 1981년 팀이 해체되자 잠시 축구계를 떠났다. 이후 1992년 창원상남초등학교 축구부와 1994년 토월중학교 축구부의 창단 감독으로 선임되었으며, 1997년 창원기계공업고등학교 축구부의 창단 감독으로 취임해 창원시 내의 초등학교, 중학교, 고등학교의 단계별 유소년 연계 육성 시스템을 도모하였다. 그 뒤 여러 선수들을 육성하며 1999년 이후 각종 전국 규모 대회에서 4강에 오르는 등의 성과를 냈으며, 2002년 한중일 청소년 축구 대회에 참가하는 '경남고교대표팀'의 감독을 맡았다. 이러한 공로로 2002년 '경남축구인의 날' 감사패와 2003년 '창원축구인의 밤' 공로패를 받았으며, 2004년 전국 고교 풋살 선수권 대회에서 팀의 우승을 견인해 지도자상을 수상하였다. 또한 창원시축구협회의 전무이사를 지냈으며, 2003년부터 창원시를 연고로 하는 실업축구 구단 창단을 추진하였다.
이후 2005년 창원시청 축구단이 창단하자 원년 감독으로 합류했으며, 그 해 팀의 대통령배 전국축구대회 4강과 2006년 팀의 내셔널리그 전기 리그 준우승을 이끌었다. 또한 2006년 내셔널축구선수권대회 우승을 견인하며 지도자 감독상을 수상했으며, 같은 해 대한민국 풋살 국가대표팀 감독으로 임명되어 말레이시아에서 열린 2006년 AFC 풋살 선수권 대회 지역 예선에 참가하였으나 오스트레일리아와 홍콩에 밀려 조 3위를 기록해 본선 진출에 실패하였다. 그 뒤 2007년 다시 풋살 대표팀의 감독을 맡아 타이완에서 치러진 2007년 AFC 풋살 선수권 대회 지역 예선에서 이라크에 이은 조 2위로 본선 진출권을 획득했으며, 일본에서 개최된 본선에서는 키르기스스탄과 오스트레일리아에 이은 조 3위에 머물렀다. 이후 2008년 FA컵 32강전에서 제주 유나이티드 FC를 상대로 1-0으로 승리해 팀의 돌풍을 주도하기도 했으며, 이어 대한민국 비치사커 국가대표팀의 감독으로 선임되어 2008년 해변 아시안 게임의 비치사커 대회에서 팀의 4강 진출에 공헌하였다.
그 뒤 2009년 내셔널리그 후기 리그 우승 및 통합 리그 우승을 이끌어 팀을 내셔널리그 챔피언십으로 진출시키는 데 기여했으나, 강릉시청 축구단과의 내셔널리그 챔피언십 4강전에서 1-3으로 패해 정규 리그 우승에 실패하였다. 이후 2010년에는 전국 비치사커 대회에서 팀의 준우승을 이끌었으며, 2011년에는 팀의 전국 비치사커 대회 우승을 견인해 지도자상을 수상하였다. 또한 같은 해 내셔널축구선수권대회에서는 4강전에서 인천 코레일 축구단을 꺾고 결승에 올랐으나 결승전에서 울산 현대미포조선 돌고래에 0-3으로 패배해 준우승을 기록했으며, 내셔널리그에서는 5위로 내셔널리그 챔피언십에 올라 부산교통공사 축구단과 강릉시청 축구단을 상대로 차례로 승리했으나 고양 국민은행 축구단과의 플레이오프 경기에서 2-3으로 져 3위에 머물렀다. 그 뒤 2012년 내셔널리그에서 4위를 기록하며 내셔널리그 챔피언십에 나섰으나, 인천 코레일에 0-2로 패해 준플레이오프 진출이 좌절되었다.
이후 2013년에는 팀의 전국 비치사커 대회 3연패 달성에 공헌하며 지도자상을 수상하였고, 내셔널리그에서 3위에 올라 다시금 내셔널리그 챔피언십에 출전했으나 경주 한국수력원자력 축구단과의 4강 플레이오프에서 2패를 하며 결승 진출이 무산되었다. 또한 동아시아 경기 대회에 참가하는 대한민국 축구 국가대표팀인 '내셔널리그 선발팀'의 감독으로 선임되어 대회 본선에서 조선민주주의인민공화국에 이어 은메달을 획득하는 성과를 올렸으며, 대회 이후 내셔널리그 시상식과 '창원시 축구인의 밤' 행사에서 공로패를 수여받았다. 그리고 2014년에는 전기 리그에서의 부진을 만회하고 후기 리그에서 8연승을 기록해 시즌 정규리그 최다 연승 기록을 갈아치움과 동시에 박말봉 본인의 내셔널리그 통산 100승을 기록하는 업적을 세웠으며, 예산 문제 등으로 인해 팀의 해체설이 본격화되자 본인을 포함한 코칭스태프의 연봉을 삭감하는 등의 자구책을 내놓아 팀의 해체를 막는데 일조하였다.
그 뒤 2015년 시즌을 앞두고 구단과의 계약이 종료되었으나 구단 측에서 자구책 미이행 등을 사유로 재계약을 미루어 논란이 빚어졌으며, 시즌 시작 직전 1년 재계약에 합의하면서 문제를 일단락지었다. 그리고 시즌 시작 이후 어수선한 팀 분위기를 다잡는데 성공하며 팀의 11경기 무패를 이룩하는 등의 활약으로 팀을 통합 리그 2위에 올렸으며, 내셔널리그 챔피언십에서는 경주 한국수력원자력과의 플레이오프 경기에서 승부차기 끝에 져 챔피언 결정전 진출에는 실패하였다. 이후 2016년에는 팀 순위 4위를 기록하며 2년 연속으로 내셔널리그 챔피언십 진출에 성공했으나, 경주 한국수력원자력과의 준플레이오프 경기에서 0-2로 패해 플레이오프로 올라가지 못했다. 또한 시즌 종료시까지 통산 301경기에 나서 123승을 올리는 기록을 세웠다.

## 사망
2015년 5월 초 뇌경색으로 병원에 2주간 입원해 치료를 받았으며, 이후 후유증 및 팀 사정과 맞물려 건강 상태가 악화되었다. 그리고 같은 해 위암 판정을 받은 뒤 2016년 초 간암으로 전이되었으며, 2016년 11월 2일 경주 한국수력원자력 축구단과의 내셔널리그 챔피언십 준플레이오프 경기 직후 의식을 잃은 뒤 11월 11일 세상을 떠났다. 유해는 경상남도 창녕군 영산면의 선영에 안장되었다.
그 뒤 2016년 내셔널리그 시상식 및 대한축구협회 시상식에서 특별 공로패가 수여되었으며, 곽철호, 김만희, 김제환, 이상근, 최권수, 최명성 등은 고인을 기리기 위한 작별의 편지를 써서 올렸다.

## 기타
창원기계공업고등학교 감독 시절인 2003년 대구광역시에서 개최된 유니버시아드 참가를 위해 대한민국에 방문한 베이징 이공대학 측에 동계훈련 장소를 제공하는데 관여하면서 양 측이 결연을 맺고 교류를 갖게 된 것에 기여했으며, 그 인연으로 2005년 창원시청 축구단이 창단한 이후 베이징 이공대학과의 동계 전지훈련을 지속적으로 함께하였다.
김창수와는 창원상남초등학교 시절 스승과 제자 사이로 인연을 쌓았으며, 2005년 김창수가 울산 현대 호랑이에서 자리를 잡지 못하고 창원시청 축구단으로 팀을 옮기려 하자 이를 만류하며 대전 시티즌으로의 이적을 적극 권유해 프로 무대에서 지속적인 활약을 할 수 있도록 하였다.
2014년 김상석 경남축구협회 회장이 '매산축구장학회'를 설립하자 이사로 참여해 동참하였다.
생전 오진열 창원시축구협회 회장과 함께 '프로·내셔널·대학·고등부 스토브리그'를 추진했으며, 사망 이후인 2017년 1월 10일 대회가 개막하였다.

## 선수 및 지도자 기록

### 선수
- 1977년 ~ 1981년: 동양기계 축구단

### 지도자
- 1977년 ~ 1981년: 동양기계 축구단 (선수겸 감독)
- 1992년 ~ 1993년: 창원상남초등학교
- 1994년 ~ 1996년: 토월중학교
- 1997년 ~ 2004년: 창원기계공업고등학교
- 2005년 ~ 2016년: 창원시청 축구단
- 2006년 ~ 2007년: 대한민국 풋살 국가대표팀
- 2008년: 대한민국 비치사커 국가대표팀
- 2013년: 대한민국 축구 국가대표팀 (내셔널리그 선발)

## 수상 경력

### 감독
- 동아시아 경기 대회
  - 준우승 1회: 2013년
- 해변 아시안 게임 (비치사커)
  - 4위 1회: 2008년
- 내셔널리그
  - 통합 리그 우승 1회: 2009년 (최종 순위 3위)
- 내셔널축구선수권대회
  - 우승 1회: 2006년
  - 준우승 1회: 2011년
- 전국 비치사커 대회 (비치사커)
  - 우승 3회: 2011년, 2012년, 2013년
  - 준우승 1회: 2010년

### 개인
- 2006년 내셔널축구선수권대회 지도자 감독상
- 2011년 전국 비치사커 대회 지도자상 (비치사커)
- 2012년 전국 비치사커 대회 지도자상 (비치사커)
- 2013년 전국 비치사커 대회 지도자상 (비치사커)

## 참고 자료
- (웹진 7월호) 감독열전 - '박말봉과 아이들'의 리더를 만나다 보관됨 2019-10-09 - 웨이백 머신 - NZINE